# 수원중학교
수원중학교(水原中學校)는 대한민국 경기도 수원시 팔달구 매교동에 있는 사립 중학교로, 이 학교는 아직 대한제국 시대 말엽이었던 1909년 2월 2일에 경기수원상업강습소로 처음 개교되었다.

## 학교 연혁
- 1909년 2월 2일 : 수원상공회의소 부속사업으로 수원상업 강습소 창립
- 1916년 4월 27일 : 수원강습소를 화성학원으로 개칭
- 1941년 3월 27일 : 수원상업학교로 승격인가와 동시에 설립자 홍사훈, 교장 홍사운 선생 취임
- 1946년 8월 1일 : 수원상업학교 폐지와 동시에 수원중학교 6년제 인가
- 1951년 8월 31일 : 학제변경에 의하여 수원중학교 및 수원고등학교 3년제로 분리
- 2008년 3월 2일 : 남녀공학으로 전환
- 2009년 4월 25일 : 수원중 · 고등학교 개교 100주년 기념식 거행[수원종합운동장]
- 2021년 12월 13일 : 제11대 이사장 윤지윤 선생 취임
- 2022년 1월 27일 : 지승학원 초대 이사장 윤지윤 선생 취임
- 2022년 9월 1일 : 지승학원 제1대(16대) 교장 이재명 선생 취임
- 2024년 1월 15일 : 제74회 졸업식 거행(졸업생 수 총 28,092명)
- 2024년 3월 1일 : 지승학원 제2대 교장 신용헌 선생 취임

## 참고 자료
- 수원중학교 - 한국교육학술정보원 학교알리미